# Ministère des Finances (Québec)
Pour des articles plus généraux, voir Ministère des Finances et Ministère de l'Économie et des Finances.
Le ministère des Finances du Québec est l'entité du gouvernement du Québec qui appuie le ministre des Finances du Québec en élaborant et en proposant des politiques, dans les domaines économique, fiscal, budgétaire et financier. Également, il élabore et propose des mesures d'aide financière et d'incitation fiscale afin de favoriser et de soutenir la croissance de l'économie, de l'investissement et de l'emploi.
Le ministère des Finances est notamment responsable de préparer le budget du Québec et le discours sur le budget qui énonce les orientations en matière économique, fiscale, budgétaire et financière du gouvernement.

## Historique
Le gouvernement Landry annonce à l'automne 2002 la création d'un grand ministère des Finances, de l'Économie et de la Recherche par fusion de trois ministères existants (Finances, Industrie et Commerce, Recherche). Un décret transfère les attributions du ministre de l'Industrie et du Commerce et du ministre de la Recherche, de la Science et de la Technologie (ainsi que certaines responsabilités du ministre des Relations internationales en lien avec le commerce extérieur et les négociations commerciales) à Pauline Marois qui prend le titre de vice-première ministre et ministre des Finances, de l'Économie et de la Recherche.
La loi d'application de la fusion n'est cependant pas votée et la défaite du Parti québécois à l'élection générale de 2003 annule définitivement le projet. Le ministère du Développement économique et régional (MDER) est créé en remplacement de plusieurs ministères en avril 2003 mais le ministère des Finances n'est pas concerné par la fusion et revient à son appellation habituelle. 

### Identité visuelle (logotype)

Logo du ministère des Finances jusqu'en 1999.
Logo du ministère des Finances de 1999 à juin 2001.
Logo du ministère des Finances, de l'Économie et de la Recherche de septembre 2002 à avril 2003.
Logo du ministère des Finances d'avril 2003 à septembre 2012 et depuis avril 2014.

## Fonctions
Les fonctions du ministère des Finances découlent des responsabilités du ministre des Finances édictées dans la Loi sur le ministère des Finances. Par conséquent, le ministère des Finances appuie le ministre dans les fonctions suivantes :
- proposer au gouvernement des orientations en ce qui a trait aux revenus, notamment en matière fiscale et tarifaire, et des conseils en matière d’investissements;
- établir et proposer au gouvernement le niveau global des dépenses;
- gérer le fonds consolidé du revenu et la dette publique;
- préparer et présenter à l’Assemblée nationale le budget du Québec et le discours sur le budget;
- mettre en place une fiscalité qui favorise la productivité des entreprises et des travailleurs;
- surveiller, contrôler et gérer tout ce qui se rattache aux finances de l’État;
- veiller à la préparation des comptes publics et des autres rapports financiers du gouvernement;
- élaborer des politiques et des orientations en matière d’investissements en immobilisations et établir le niveau des engagements financiers inhérents au renouvellement des conventions collectives, de concert avec le Conseil du trésor;
- élaborer et proposer au Conseil du trésor les conventions comptables qui doivent être suivies par les ministères et les organismes, les règles relatives aux paiements faits sur le fonds consolidé du revenu ainsi que celles relatives à la perception et à l’administration des revenus de l’État;
- préparer des rapports sur l’application des lois régissant le secteur financier et proposer au gouvernement des modifications législatives à ces lois, le cas échéant.

De plus, le ministère des Finances assure le suivi et l’encadrement des sociétés d’État et conseille le ministre à l’égard des relations financières fédérales-provinciales.

### Organismes rattachés

#### Organismes gouvernementaux
- Autorité des marchés financiers (AMF)
- Autorité des marchés publics (AMP)
- Bureau de décision et de révision en valeurs mobilières
- Caisse de dépôt et placement du Québec
- Institut de la statistique du Québec
- Revenu Québec
- Société de financement des infrastructures locales du Québec
- Société des alcools du Québec (SAQ)
- Société des loteries du Québec (Loto-Québec)

#### Organismes non gouvernementaux
Certains organismes relèvent du ministère des Finances selon leur loi constitutive, sans pour autant être intégrés dans le périmètre du gouvernement du Québec :
- Capital régional et coopératif Desjardins (CRCD) ;
- Chambre de la sécurité financière ;
- Chambre de l'assurance de dommage ;
- Fondaction, le Fonds de développement de la Confédération des syndicats nationaux pour la coopération et l'emploi
- Fonds de solidarité FTQ ;
- Organisme d'autoréglementation du courtage immobilier du Québec (OACIQ).

#### Anciens organismes
Entre 1975 et 1977 la Régie des mesures anti-inflationnistes et la Commission d'appel des mesures anti-inflationnistes relèvent du ministère des Finances.
Financement-Québec a relevé du ministère des Finances jusqu'à sa dissolution le 31 mars 2025.

## Liste des ministres
Notez que jusqu'en 1951, le ministère n'existait pas encore, et alors le poste équivalent s'appelait Trésorier provincial. Puis, à partir de 1971, les tâches budgétaires deviennent partagées avec de nouvelles structures, le Conseil du trésor du Québec (pour les tâches de ministre) et le Secrétariat du Conseil du trésor (pour les tâches de ministère).

### Trésoriers provinciaux
- 1867-1869 : Christopher Dunkin
- 1869-1876 : Joseph Gibb Robertson
- 1876-1878 : Levi Ruggles Church
- 1878-1879 : Pierre Bachand
- 1879-1879 : François Langelier
- 1879-1882 : Joseph Gibb Robertson
- 1882-1884 : Jonathan Saxton Campbell Würtele
- 1884-1887 : Joseph Gibb Robertson
- 1887-1891 : Joseph Shehyn
- 1891-1894 : John Smythe Hall
- 1894-1896 : Louis-Olivier Taillon
- 1896-1897 : Albert William Atwater
- 1897-1900 : Félix-Gabriel Marchand
- 1900-1903 : Henry Thomas Duffy
- 1903-1906 : John Charles McCorkill
- 1906-1907 : Auguste Tessier
- 1907-1910 : William Alexander Weir
- 1910-1914 : Peter Samuel George Mackenzie
- 1914-1921 : Walter Mitchell
- 1921-1929 : Jacob Nicol
- 1929-1930 : Andrew Ross McMaster
- 1930-1930 : Gordon Wallace Scott
- 1930-1932 : Louis-Alexandre Taschereau
- 1932-1936 : Ralph Frederick Stockwell
- 1936-1936 : Edward Stuart McDougall
- 1936-1939 : Martin Fisher
- 1939-1944 : James Arthur Mathewson
- 1944-1951 : Onésime Gagnon

### Ministres des Finances
| Ministre                                                | Ministre                | Parti            | Début             | Fin               | Cabinet         |
| ------------------------------------------------------- | ----------------------- | ---------------- | ----------------- | ----------------- | --------------- |
| Ministre des Finances                                   |                         |                  |                   |                   |                 |
|                                                         | Onésime Gagnon          | Union nationale  | 28 novembre 1951  | 27 janvier 1958   | Duplessis (2)   |
|                                                         | John Samuel Bourque     | Union nationale  | 27 janvier 1958   | 11 septembre 1959 | Duplessis (2)   |
| 11 septembre 1959                                       | John Samuel Bourque     | Union nationale  | 8 janvier 1960    | Sauvé             |                 |
| 8 janvier 1960                                          | John Samuel Bourque     | Union nationale  | 5 juillet 1960    | Barette           |                 |
|                                                         | Jean Lesage             | Libéral          | 5 juillet 1960    | 16 juin 1966      | Lesage          |
|                                                         | Paul Dozois             | Union nationale  | 16 juin 1966      | 26 septembre 1968 | Johnson (père)  |
| 26 septembre 1968                                       | Paul Dozois             | Union nationale  | 18 juillet 1969   | Bertrand          |                 |
|                                                         | Jean-Jacques Bertrand   | Union nationale  | 18 juillet 1969   | Bertrand          | 23 juillet 1969 |
|                                                         | Mario Beaulieu          | Union nationale  | 23 juillet 1969   | Bertrand          | 12 mai 1970     |
|                                                         | Robert Bourassa         | Libéral          | 12 mai 1970       | 1er octobre 1970  | Bourassa (1)    |
|                                                         | Raymond Garneau         | Libéral          | 1er octobre 1970  | 26 novembre 1976  | Bourassa (1)    |
|                                                         | Jacques Parizeau        | Parti québécois  | 26 novembre 1976  | 27 novembre 1984  | Lévesque        |
|                                                         | Yves Duhaime            | Parti québécois  | 27 novembre 1984  | 16 octobre 1985   | Lévesque        |
|                                                         | Bernard Landry          | Parti québécois  | 16 octobre 1985   | 12 décembre 1985  | P.M. Johnson    |
|                                                         | Gérard D. Levesque      | Libéral          | 12 décembre 1985  | 18 octobre 1993   | Bourassa (2)    |
|                                                         | Monique Gagnon-Tremblay | Libéral          | 18 octobre 1993   | 11 janvier 1994   | Bourassa (2)    |
|                                                         | André Bourbeau          | Libéral          | 11 janvier 1994   | 26 septembre 1994 | Johnson (fils)  |
|                                                         | Jean Campeau            | Parti québécois  | 26 septembre 1994 | 3 novembre 1995   | Parizeau        |
|                                                         | Pauline Marois          | Parti québécois  | 3 novembre 1995   | 29 janvier 1996   | Parizeau        |
| Ministre d'État de l'Économie et des Finances           |                         |                  |                   |                   |                 |
|                                                         | Bernard Landry          | Parti québécois  | 29 janvier 1996   | 8 mars 2001       | Bouchard        |
|                                                         | Pauline Marois          | Parti québécois  | 8 mars 2001       | 25 septembre 2002 | Landry          |
| Ministre des Finances, de l'Économie et de la Recherche |                         |                  |                   |                   |                 |
|                                                         | Pauline Marois          | Parti québécois  | 25 septembre 2002 | 29 avril 2003     | Landry          |
| Ministre des Finances                                   |                         |                  |                   |                   |                 |
|                                                         | Yves Séguin             | Libéral          | 29 avril 2003     | 18 février 2005   | Charest         |
|                                                         | Michel Audet            | Libéral          | 18 février 2005   | 18 avril 2007     | Charest         |
|                                                         | Monique Jérôme-Forget   | Libéral          | 18 avril 2007     | 8 avril 2009      | Charest         |
|                                                         | Raymond Bachand         | Libéral          | 8 avril 2009      | 19 septembre 2012 | Charest         |
| Ministre des Finances et de l'Économie                  |                         |                  |                   |                   |                 |
|                                                         | Nicolas Marceau         | Parti québécois  | 19 septembre 2012 | 23 avril 2014     | Marois          |
| Ministre des Finances                                   |                         |                  |                   |                   |                 |
|                                                         | Carlos J. Leitão        | Libéral          | 23 avril 2014     | 18 octobre 2018   | Couillard       |
|                                                         | Eric Girard             | Coalition avenir | 18 octobre 2018   | En fonction       | Legault         |

## Longévité des ministres
Les ministres des finances et trésoriers provinciaux ayant duré le plus longtemps, depuis 1867 (durées arrondies) :
- 14 ans : Onésime Gagnon (en 2 périodes) et Joseph Gibb Robertson (en 3 périodes)
- 8 ans : Levi Ruggles Church, Jacob Nicol, Jacques Parizeau, Gérard D. Levesque
- 7 ans : Walter Mitchell
- 6 ans : Jean Lesage, Raymond Garneau, Éric Girard